# The Truth About Angels
The Truth About Angels es una película de drama, del director Lichelli Lazar-Lea. Escrita por Lichelli Lazar-Lea y Antonio Del Prete (coescritor).

## Reparto
- Antonio Del Prete como Pablo Scelta.
- Simon Rex como Kane Connor.
- Monique Gabriela Curnen como Anna Scelta.
- Dree Hemingway como Kristi.
- Michael Azria como Ben G.
- Bobby Hosea como Frankie.
- Candice Accola como Caitlin Stone.
- Ivan Shaw como JC.
- Velinda Godfrey como Lindsay Stone.
- Elisa Del Prete como Elisa
- Lindsey Haun como Kate.
- Mei Melançon como Mei.
- Jessica Sutta de Pussycat Dolls como ella misma.
- Britten Kelley como Jessica.
- Mo como Christopher Atwell.
- Brien Perry como Russ.
- John Ierardi como Daren.
- Paula LaBaredas como Croupier.
- Todd Julian como Todd.
- Parker Young como Parker.
- Norm Johnson como Damon Jenkins
- Omar Santiago como Valet.
- Dena Taylor como Angie.
- Dustin McKamie como Dustin.
- Shana May Jackson como Christine.
- Ashley Bell como la pelirroja.
- Kyle Smithson como el novio de Jessica.
- Corey Saunders como un modelo masculino.
- Marine Azria como Socialite #1.
- Natasha Eshaghzadeh como Socialite #2.
- Joshua Bruner como Partygoer #1.
- Will Tijerina como Partygoer #2.
- Becah Husted como Partygoer #3.
- Mike Crabill como Partygoer #4.
- Calvin Antwan Matthews como Partygoer #5.
- Tiffany S. Walker como Partygoer #6.
- Toni Nikole Abner como Partygoer #7.
- Felicia Trent como Partygoer #8.
- Abraham Parra como Partygoer #9.
- Julio Chechabach como Partygoer #10.
- Adrian Harrell como Partygoer #11.
- Toni Knowles como Partygoer #12.
- Crystal Hoffman como Partygoer #13.
- Marc Mapile como Partygoer #14.
- Beatrice de Jong como Partygoer #15.
- Cynthia Jay como Fashionista #1.
- Girtha Lee Philips como Fashionista #2.
- Diego Pérez como Fashionista #3.
- Abel Castro como Fashionista #4.
- Mike Basone como el niño de los juegos de azar.
- Lauren McCarthy como jovencita #1
- William Bruner como jovencita #2
- Corie Lee Loiselle como el joven #1 de 18 años.-
- Sara Swain como la joven #2 de 18 años.
- Brent Gorski como el joven #3 de 18 años.
- Page Turner como Groupie #1
- Michelle Pascarella como Groupie #2.
- Daniel D. Lee como un niño de las animaciones japonesas.
- Roberto Croci como un Chef italiano.
- Rob Kolar como el cantante principal de la banda.
- Rich K. como un guitarrista de la banda.
- Chris Knight como el baterista de la banda.
- Crystal Lynn como un iluminado por las estrellas.
- Gerard Fasel como un guardia de seguridad albino.
- Dylan Marko Bell como un hombre joven y guapo.
- Jermaine Foster Johnson como bailarín de Breakdance
- Keon Hunt como el guardia de seguridad de la puerta principal.
- Brad Carr como Game Room Security (sin acreditar)

## Producción
- Productor: Antonio Del Prete.
- Co-Productor: Lesley Dyer
- Productor en línea: Lichelli Lazar-Lea
- Productor : David Japka

## Otros Créditos
- Fotografía por Andrew Giannetta y Angie Pop.
- Montaje por Craig Hayes.
- Casting por Brad Gilmore.
- Diseño de Producción por Meg Pinsonneault.
- Diseño de vestuario por Janna-Lee Aaby.

Departamento de maquillaje:
- Jaime Lee Alban (maquillaje).
- Beatrice de Jong (jefe de peluqueros).
- Janine Jarmin (supervisor de cabello.
- Daisy Maldonado (maquillaje).
- Marc Mapile (estilista).
- Cat Martinez (maquillaje).
- Noel Nichols (jefe de maquillaje).
- Dalina Rebollo (estilista).
- Brittany Sanchez (maquillaje).
- Reyna Soto (estilista).

Dirección de Producción
- Director de producción: David Japka

Ayudante de dirección
- David Bear (asistente del director).
- Dave Casper (primer asistente del director: pre-programación de la producción)
- Paul Hart-Wilden (asistente del director).
- Daria Saidi (asistente del director).

Departamento de Arte
- Christopher Anderson (encargado de vestuario en el foro).
- Chris Doremus (jefe de utilería).
- Louise Galea (asistente artístico).
- Daisy Mullen (utilería).

Departamento de sonido
- Umbe Adan (mezclador de sonido).
- Jithu Aravamudhan (editor de sonido).
- Melissa Bylsma (coordinador de sonido).
- Mark Goebel (editor de sonido).
- Paul Hackner (mezclador de regrabación de sonido).
- Paul Hackner (supervisor de edición de sonido).
- Ivy Lindsey (operador de micrófono).
- Nickolas Meade (editor de sonido).
- Ronny S. Mikkelsen (editor de efectos de sonido).

Efectos Visuales por
- Aaron Peak (colorista: Hollywood-DI)

Dobles
- David Kabbe (coordinador de dobles).
- Moustapha Mbaye (conductor de limusina).
- Tommy Walentukonis (conductor de limusina).

Cámara y Departamento Eléctrico
- Len Borruso (primer asistente de cámara).
- Timothy A. Burton (operador de cámara).
- Chris Cobb (operador de cámara.
- Ben Demaree (Jefe de Iluminación "iluminista").
- Adam Foskey (segundo asistente de cámara).
- Richard Kim (electricista).
- Bryan Krass (grip).
- Glenn Miller (jefe grip).
- Orlando Ordonez (asistente de cámara
- Ari Robbins (Operador de cámara Steadi).
- Christopher Taylor (operador de cámara).
- Chris Taylor (operador de cámara).
- Hitoshi Tomonori (asistente eléctrico).
- Jesse Vallejo (grip).
- Michael Zogleman (técnico en iluminación).

Departamento de reparto
- Theo Caesar (casting de extras).
- Toni Knowles (casting de extras).

Departamento de vestuario
- Chase Jezowski (asistente de diseñador de vestuario).
- Jerry Santana (supervisor de vestuario).

Departamento de Música
- Rebekah Touma (supervisor musical).

Otros miembros del equipo
- Jorge Almeida (asistente de producción).
- Tony A. Angelo (jefe de asistentes de producción).
- Evelyn Belasco (supervisor guionista).
- Ivan Borodin (profesor de dialecto).
- Brad Carr (asistente de producción).
- Erin Casteel (supervisor adicional de guion).
- Magic J. Ellingson (asistente de producción).
- Louise Galea (asistente de producción).
- Clifford Lo (abogado).
- Sue Melanson (asistente de producción.
- Omar Santiago (asistente de producción).